# Albert Duffield
Albert "Bert" Duffield, född den 3 mars 1894 i Owston Ferry, död den 27 september 1981 i Beeston, var en engelsk professionell fotbollsspelare.
Duffield började sin professionella fotbollskarriär som högerback i Leeds United, där han spelade totalt 211 matcher (203 ligamatcher) mellan 1920 och 1925, varvid han flyttade till Bradford (Park Avenue), där han spelade tills han avslutade karriären 1929.